# Cantiga de amor

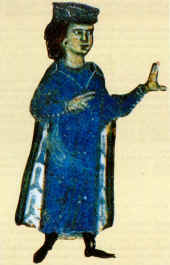
Guillermo IX de Aquitania y VII de Poitiers, conocido también como Guillermo el Trovador (en francés: Guillaume le Troubadour)

La cantiga de amor es un tipo de composición literaria de la Edad Media, propia de la poesía galaico-portuguesa. Deriva de la cançó de la literatura trovadoresca en occitano. Es una composición centrada en el tema del amor cortés; habla de la pasión amorosa de un caballero por su dama (a senhor), que casi nunca es correspondida.
En cuanto a la temática, casi todas las composiciones tratan el tema de la coita (tristeza) del poeta, causada por el desdén o el rechazo (sanha) de su dama, a la que se denomina como senhor, que en esa época tenía un significado tanto masculino como femenino. Los términos del feudalismo se trasladan aquí, como en la cansó provenzal, a la experiencia amorosa. 
El trovador le debe fidelidad y lealtad a su senhor, y la describe elogiando su físico y sus virtudes (con adjetivos como ben talhada, bon parescer...). Sin embargo no ahonda mucho en la descripción, porque debe guardar en secreto la identidad de su dama (esto es conocido como mesura).
Desde el punto de vista métrico, suele tener la estructura propia de la llamada cantiga de maestría: cuatro estrofas de siete versos octosílabos o decasílabos, con la estructura abbaccb, abbacca, ababcca, ababccb. Tiene una gran importancia en ellas el paralelismo.
En Castilla, reciben el nombre de canción; en Cataluña, de cansó; y, en Provenza, de causó.
Algunos destacados cultivadores de las cantigas de amor fueron el rey de Portugal Don Dinís, Pero da Ponte, Martim Soares y Paio Soares de Taveirós.